# Herb powiatu świeckiego
Herb powiatu świeckiego – jeden z symboli powiatu świeckiego, ustanowiony 30 maja 2001.

## Wygląd i symbolika
Herb przedstawia na tarczy w polu białym głowę i skrzydło czarne orła z wyrastającą z jego barku wzniesioną ręką zbrojną z mieczem srebrnym.